# 北埼玉郡

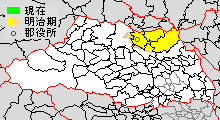
埼玉県北埼玉郡の範囲（薄黄：後に他郡に編入された区域）

北埼玉郡（きたさいたまぐん）は、かつて埼玉県にあった郡。

## 郡域
現在の行政区画では概ね以下の区域に相当する。
- 行田市（全域）
- 羽生市（全域）
- 加須市（全域）
- 鴻巣市（元荒川以北。旧川里町及び笠原村に相当。）
- 熊谷市（大字太井、戸出、平戸、上中条、今井、小曽根、大塚、上川上、下川上、池上、上之、箱田。上之・箱田付近の住居表示実施地区の境界は不詳。）

上記のうち、鴻巣市の一部（大字笠原、安養寺、郷地、北新宿、鎌塚、下忍、袋および新宿一丁目・二丁目、鎌塚一丁目 - 五丁目）と行田市の一部（大字堤根、樋上、下忍）はいったん北足立郡に、熊谷市の一部（大字戸出、平戸）は大里郡にそれぞれ編入されている。

## 歴史

### 郡発足までの沿革
- 「旧高旧領取調帳」に記載されている明治初年時点での、埼玉郡のうち後の当郡域の支配は以下の通り。●は村内に寺社領が、○は村内に寺社除地（領主から年貢免除の特権を与えられた土地）が存在。幕府領は木村飛騨守支配所（関東在方掛）、大竹左馬太郎支配所、小笠原甫三郎支配所、松村忠四郎支配所、福田所左衛門支配所が管轄。広田村上分・広田村下分は1村として数える。詳細不明は村数に含めない。（5町204村）

| 知行         | 知行                               | 村数     | 村名 |
| ------------ | ---------------------------------- | -------- | --- |
| 幕府領       | 幕府領（木村）                     | 1町 14村 | ●上手子林村、下羽生村、北袋村、尾崎村、稲子村、●本川俣村、●上川俣村、小須賀村、●桑崎村、●上岩瀬村、●下岩瀬村、羽生町、箕沢村、●藤井村上組、藤井村下組 |
| 幕府領       | 幕府領（大竹）                     | 6村      | 中新井村、渡沼村、新川通村、弥兵衛村、砂原村、細間村 |
| 幕府領       | 幕府領（小笠原）                   | 1村      | ●琴寄村 |
| 幕府領       | 旗本領                             | 1町 57村 | 道目村、平野村（現加須市）、戸室村、藤間村、新井村、下種足村、関根村、内田ヶ谷村、中ノ目村、真名板村、●中種足村、阿良川村、道地村、加須町、礼羽村、馬内村、志多見村、明願寺村、下之村、戸崎村、久下村、●南篠崎村、南大桑村、辻村（現加須市）、今鉾村、割目村、油井ヶ島村、大室村、船越村、小浜村（現加須市北小浜）、●花崎村、下新郷、砂山村、元中手子林村（中手子林村）、岡古井村、戸川村、●樋遣川村、●上三ツ俣村、上村君村、●堤村、荻島村、下三ツ俣村、多門寺村、北篠崎村、北大桑村、新井新田村、松永新田村、生出村、下弥勒村、与兵衛新田、上日野手新田、下日野手新田、下三田ヶ谷村、中大越村、下大越村、小曽根村、●北河原村、上高柳村、 |
| 幕府領       | 幕府領（木村）・旗本領             | 5村      | 外田ヶ谷村、小浜村（現加須市南小浜）、間口村、●今泉村、笠原村 |
| 幕府領       | 幕府領（大竹）・旗本領             | 4村      | 下新井村（現加須市）、関新田村、上郷地村、下郷地村 |
| 幕府領       | 幕府領（小笠原）・旗本領           | 1村      | 境村 |
| 幕府領       | 幕府領（松村）・旗本領             | 1村      | ●上会下村 |
| 幕府領       | 幕府領（福田）・旗本領             | 1村      | 串作村 |
| 幕府領       | 旗本領・一橋徳川家領               | 1村      | 外野村 |
| 藩領         | 武蔵忍藩                           | 2町 42村 | 杓子木村、太井村、行田町、成田町、谷郷、白川戸村、和田村、斎条村、酒巻村、●上新郷、●長野村、●小見村、皿尾村、池上村、中里村、小敷田村、犬塚村、●下川上村、中江袋村、大塚村、馬見塚村、下池守村、上池守村、箱田村、埼玉村、広田村上分、広田村下分、十兵衛新田（詳細不明）、屈巣村新田、上会下新田、郷地新田、屈巣村、野村、利田村、渡柳村、樋上村、堤根村、下忍村、袋村、前谷新田、鎌塚村、新宿村、門井村、棚田村、平戸村、戸出村 |
| 藩領         | 下総古河藩                         | 11村     | 大曽村、前谷村、本郷村、向古河村、駒場村、柏戸村、小野袋村、柳生村、麦倉村、飯積村、上川上村 |
| 藩領         | 上野前橋藩                         | 1町 6村  | 佐波村、騎西町、西ノ谷村、下崎村、●外川村、●正能村、鴻茎村 |
| 藩領         | 陸奥泉藩                           | 5村      | ●須影村、加羽ヶ崎村、秀安村、●神戸村、町屋新田 |
| 藩領         | 上総久留里藩                       | 4村      | 中渡村、外記新田村、川口村、水深村 |
| 藩領         | 常陸下妻藩                         | 4村      | ●上川崎村、●下川崎村、●上常木村、下常木村 |
| 藩領         | 忍藩・下妻藩                       | 1村      | ○下高柳村 |
| 藩領         | 下野足利藩・出羽長瀞藩             | 1村      | ●発戸村 |
| 藩領         | 足利藩・泉藩                       | 1村      | ●名村 |
| 藩領         | 足利藩・長瀞藩・泉藩               | 1村      | 下村君村 |
| 幕府領・藩領 | 幕府領（松村）・忍藩               | 3村      | 下中条村、須加村、荒木村 |
| 幕府領・藩領 | 幕府領（松村）・旗本領・忍藩       | 1村      | 下手子林村 |
| 幕府領・藩領 | 幕府領（小笠原）・旗本領・忍藩     | 1村      | 阿佐間村 |
| 幕府領・藩領 | 幕府領（松村）・旗本領・武蔵岩槻藩 | 1村      | 不動岡村 |
| 幕府領・藩領 | 旗本領・忍藩                       | 10村     | 赤城村、●北根村、喜右衛門新田、上弥勒村、上大越村、下新田、小針村、若小玉村、●持田村、安養寺村 |
| 幕府領・藩領 | 旗本領・前橋藩                     | 5村      | 芋茎村、下須戸村、●今井村、根古屋村、●牛重村 |
| 幕府領・藩領 | 旗本領・古河藩                     | 3村      | 上種足村、上三田ヶ谷村、●常泉村 |
| 幕府領・藩領 | 旗本領・足利藩                     | 2村      | 下谷村、前原村 |
| 幕府領・藩領 | 旗本領・泉藩                       | 1村      | 町屋村 |
| 幕府領・藩領 | 旗本領・忍藩・泉藩                 | 1村      | ●小松村 |
| 幕府領・藩領 | 旗本領・忍藩・久留里藩             | 1村      | 道木沼村 |
| 幕府領・藩領 | 旗本領・古河藩・長瀞藩             | 1村      | 上崎村 |
| 幕府領・藩領 | 旗本領・古河藩・岩槻藩             | 1村      | ●上中条村 |
| その他       | 寺社領                             | 5村      | 上羽生村、中岩瀬村、上之村、南河原村、日出安村 |
| その他       | 寺社除地                           | 1村      | 佐間村 |

- 慶応4年
  - 6月17日（1868年8月5日） – 関東在方掛の旧岩鼻陣屋に岩鼻県が設置され、幕府領・旗本領のうち外田ヶ谷村・上会下村・上手子林村・不動岡村を管轄。
  - 6月19日（1868年8月7日） - 忍藩士の山田政則が武蔵知県事に就任。上記を除く幕府領・旗本領を管轄[注 6]。
  - 各藩の領地替えにより、以下の変更が行われる。
    - 久留里藩 → 武蔵知県事 ： 中渡村・外記新田・道木沼村・川口村・水深村
    - 岩槻藩 → 武蔵知県事 ： 不動岡村
    - 武蔵知県事 → 忍藩 ： 上弥勒村・下三ツ俣村・小浜村（現加須市南小浜）・荒木村・下新田
    - 武蔵知県事 → 長瀞藩 ： 上三田ヶ谷村および下三田ヶ谷村の一部（旧旗本小北尾氏知行）
    - 武蔵知県事 → 下総佐倉藩 ： 新川通村の一部
- 明治2年
  - 1月10日（1869年2月20日） - 山田政則知県事が宮原忠英に交代。
  - 1月13日（1869年2月23日） - 武蔵知県事・宮原忠英の管轄区域に大宮県（県庁は東京府馬喰町）を設置。
  - 9月29日（1869年11月2日） - 県庁が浦和に置かれ浦和県に改称。
  - 11月1日（1869年12月3日） - 出羽長瀞藩が藩庁を移転して上総大網藩となる。
  - このころ一橋徳川家領が浦和県の管轄となる。
- 明治4年
  - 2月17日（1871年4月6日） - 上総大網藩が藩庁を移転して常陸龍崎藩となる。
  - 7月14日（1871年8月29日） - 廃藩置県により、藩領が忍県、古河県、前橋県、泉県、久留里県、下妻県、足利県、龍崎県、岩槻県、佐倉県となる。
  - 11月14日（1871年12月25日） - 第1次府県統合により、全域が埼玉県の管轄となる。
- 1874年（明治7年）（5町194村）
  - 上弥勒村・下弥勒村が合併して弥勒村となる[1]。
  - 上日野手新田・下日野手新田が合併して日野手新田となる[1]。
  - 上三田ヶ谷村・下三田ヶ谷村が合併して三田ヶ谷村となる。
  - 上郷地村・下郷地村が合併して郷地村となる。
  - 元中手子林村（中手子林村）が下手子林村に、中大越村が下大越村に[2]、箕沢村が羽生町に[1]、屈巣村新田・上会下新田・郷地新田が屈巣村にそれぞれ編入。
- 1875年（明治8年）（5町188村）
  - 中新井村・渡沼村が合併して旗井村となる[3]。
  - 明願寺村・下之村が合併して平永村となる[4]。
  - 上常木村・下常木村が合併して常木村となる。[要出典]
  - 上大越村・下大越村が合併して大越村となる[2]。
  - 道木沼村が町屋新田に[5]、前原村が今泉村に[1]それぞれ編入。
- 1876年（明治9年） - 大曽村・前谷村が合併して栄村となる[6]。（5町187村）
- 1878年（明治11年） - 下手子林村のうち旧中手子林村が分立[7]。（5町188村）

### 郡発足後の沿革
- 1879年（明治12年）
  - 3月17日 - 郡区町村編制法の埼玉県での施行により、埼玉郡のうち5町188村の区域に行政区画としての北埼玉郡が発足。郡役所が成田町に設置。
  - 2ヶ所存在した小浜村が北小浜村・南小浜村（ともに現加須市）に改称[8]。
  - 平野村・辻村・荻島村・下新井村・新宿村が、のちの南埼玉郡域に同名の村が存在することから北平野村・北辻村・北荻島村・北下新井村・北新宿村にそれぞれ改称。
- 1883年（明治16年） - 樋遣川村が上樋遣川村・下樋遣川村・中樋遣川村に分村[9]。（5町190村）
- 1889年（明治22年）4月1日 - 町村制の施行により、以下の町村が発足。（4町52村）

- 上中条村、今井村、小曽根村、大塚村（それぞれ単独村制。現・熊谷市）
- 北河原村 ← 北河原村、酒巻村（現・行田市）
- 南河原村 ← 南河原村、犬塚村、馬見塚村、中江袋村（現・行田市）
- 成田村 ← 上之村、上川上村、箱田村（現・熊谷市）
- 須加村 ← 須加村、下中条村（現・行田市）
- 星河村 ← 斎条村、和田村、谷郷および白川戸村のうち字斎条前（現・行田市）
- 星宮村 ← 池上村、下川上村（現熊谷市）、上池守村、下池守村、中里村、小敷田村、皿尾村（現・行田市）
- 荒木村 ← 荒木村、小見村および白川戸村のほぼ全域（現・行田市）
- 持田村 ← 持田村、前谷新田（現・行田市）
- 太井村 ← 太井村（現・熊谷市）、北新宿村（現・鴻巣市）、棚田村、門井村（現・行田市）
- 忍町 ← 成田町、行田町、佐間村（現・行田市）
- 長野村（単独村制。現・行田市）
- 下忍村 ← 堤根村、樋上村（現・行田市）、下忍村（現・行田市、鴻巣市）、鎌塚村、袋村（現・鴻巣市）
- 太田村 ← 下須戸村、小針村、若小玉村（現・行田市）
- 真名板村、藤間村、関根村（それぞれ単独村制。現・行田市）
- 埼玉村 ← 埼玉村、渡柳村、利田村、野村（現・行田市）
- 広田村 ← 広田村、赤城村、北根村（現・鴻巣市）
- 屈巣村（単独村制。現・鴻巣市）
- 笠原村 ← 笠原村、郷地村、安養寺村（現・鴻巣市）
- 新郷村 ← 上新郷、下新郷、下新田（現・羽生市）
- 川俣村 ← 本川俣村、上川俣村、稲子村、小須賀村（現・羽生市）
- 岩瀬村 ← 中岩瀬村、上岩瀬村、下岩瀬村、桑崎村、小松村（現・羽生市）
- 羽生町 ← 羽生町、上羽生村（現・羽生市）
- 須影村 ← 須影村、下川崎村、上川崎村、砂山村、加羽ヶ崎村、秀安村、下羽生村（現・羽生市）
- 井泉村 ← 今泉村、発戸村、尾崎村、北袋村、藤井村上組、藤井村下組（現・羽生市）
- 村君村 ← 下村君村、上村君村、堤村、名村、常木村（現・羽生市）
- 北荻島村、中手子林村（それぞれ単独村制。現・羽生市）
- 手子林村 ← 下手子林村、上手子林村、町屋村、神戸村（現・羽生市）
- 志多見村 ← 志多見村、平永村、阿良川村、串作村（現・加須市）
- 共和村 ← 関新田村、新井村、境村、上会下村（現・鴻巣市）
- 田ヶ谷村 ← 内田ヶ谷村、外田ヶ谷村、道地村、上崎村（現・加須市）
- 騎西町 ← 騎西町、外川村、下崎村（現・加須市）
- 種足村 ← 中種足村、上種足村、下種足村、戸室村、中ノ目村、西ノ谷村（現・加須市）
- 高柳村 ← 上高柳村、日出安村、戸崎村、正能村（現・加須市）
- 礼羽村 ← 礼羽村、馬内村（現・加須市）
- 不動岡村 ← 不動岡村、岡古井村、下谷村（現・加須市）
- 三田ヶ谷村 ← 三田ヶ谷村、弥勒村、日野手新田、喜右衛門新田、与兵衛新田（現・羽生市）
- 大越村 ← 大越村、外野村（現・加須市）
- 樋遣川村 ← 上樋遣川村、下樋遣川村、中樋遣川村、戸川村、町屋新田（現・加須市）
- 三俣村 ← 上三ッ俣村、下三ッ俣村、北小浜村、北篠崎村、多門寺村（現・加須市）
- 加須町 ← 加須町、久下村（現・加須市）
- 鴻茎村 ← 鴻茎村、芋茎村、牛重村、根古屋村（現・加須市）
- 水深村 ← 水深村、常泉村、下高柳村、油井ヶ島村、南小浜村、船越村、北辻村、今鉾村、割目村、大室村（現・加須市）
- 大桑村 ← 南大桑村、川口村、花崎村、南篠崎村（現・加須市）
- 豊野村 ← 阿佐間村、間口村、北大桑村、杓子木村、生出村、新井新田村、松永新田村（現・加須市）
- 原道村 ← 砂原村、道目村、佐波村、細間村、弥兵衛村（現・加須市）
- 元和村 ← 北下新井村、琴寄村、北平野村（現・加須市）
- 東村 ← 中渡村、旗井村、外記新田村、新川通村（現・加須市）
- 麦倉村 ← 麦倉村、飯積村、柳生村および小野袋村の一部（現・加須市）
- 川辺村 ← 向古河村、駒場村、本郷村、柏戸村、栄村および小野袋村のほぼ全域（現・加須市）
- 平戸村、戸出村が大里郡佐谷田村（現熊谷市）の一部となる。

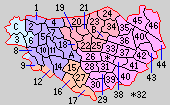
1.北河原村 2.南河原村 3.成田村 4.須加村 5.星河村 6.星宮村 7.荒木村 8.持田村 9.太井村 10.忍町 11.長野村 12.下忍村 14.埼玉村 15.広田村 16.屈巣村 17.笠原村 18.新郷村 19.岩瀬村 20.川俣村 21.羽生町 22.須影村 23.井泉村 24.村君村 25.手子林村 26.志多見村 27.共和村 28.田ヶ谷村 29.騎西町 30.種足村 31.高柳村 32.礼羽村 33.不動岡村 34.三田ヶ谷村 35.大越村 36.樋遣川村 37.三俣村 38.加須町 39.鴻茎村 上の40.原道村 下の40.水深村 41.大桑村 42.豊野村 43.元和村 44.東村 45.麦倉村 46.川辺村 A.太田組合村 B.中島組合村 C.中条組合村（紫：行田市 桃：加須市 赤：羽生市 橙：鴻巣市 水色：熊谷市）

- 1893年（明治26年）5月27日 - 麦倉村が利島村に改称[49]。
- 1896年（明治29年）8月1日 - 郡制を施行。
- 1901年（明治34年）
  - 10月15日 - 太田組合村（太田村、真名板村、藤間村、関根村）が合併し、改めて太田村が発足。（4町49村）
  - 10月25日 - 中島組合村（北荻島村、中手子林村）が合併して中島村が発足。（4町48村）
- 1909年（明治42年）8月14日 - 中条組合村（上中条村、今井村、小曽根村、大塚村）が合併して中条村が発足。（4町45村）
- 1923年（大正12年）4月1日 - 郡制廃止にともない郡会が廃止。残務処理のため郡役所は存続。
- 1926年（大正15年）7月1日 - 郡役所が廃止。以降は地域区分名称となる。
- 1927年（昭和2年）4月1日 - 成田村が大里郡熊谷町に編入され、郡より離脱[50]。（4町44村）
- 1928年（昭和3年）11月1日 - 不動岡村が町制施行して不動岡町となる[51]。（5町43村）
- 1937年（昭和12年）4月1日 - 長野村・星河村・持田村が忍町に編入[52]。（5町40村）
- 1942年（昭和17年）7月1日 - 北埼玉地方事務所が忍町に置かれ、北埼玉郡を管轄する。
- 1943年（昭和18年）
  - 2月1日 - 中島村が手子林村に編入[50]。（5町39村）
  - 4月1日 - 騎西町・種足村・高柳村・田ヶ谷村・鴻茎村が合併し、改めて騎西町が発足[53]。（5町35村）
- 1946年（昭和21年）5月1日 - 騎西町の一部をもって田ヶ谷村・種足村・高柳村・鴻茎村が再置される。（5町39村）
- 1949年（昭和24年）5月3日 - 忍町が市制施行して忍市となり、郡より離脱[54]。忍市は同日行田市に改称する[55][56]。（4町39村）
- 1954年（昭和29年）
  - 3月31日（4町34村）
    - 北河原村・須加村・荒木村が行田市に編入[57]。
    - 広田村・屈巣村・共和村が合併して川里村が発足[57]。

  - 4月1日 - 中条村が熊谷市に編入[57]。（4町33村）
  - 5月3日 - 加須町・不動岡町・樋遣川村・三俣村・礼羽村・志多見村・水深村・大桑村が合併して加須市が発足し、郡より離脱[58]。（2町27村）
  - 7月1日（2町25村）
    - 埼玉村が行田市に編入[59]。
    - 笠原村が北足立郡鴻巣町・田間宮村・箕田村・馬室村と合併し、改めて北足立郡鴻巣町が発足し、郡より離脱[57]。

  - 9月1日 - 羽生町・新郷村・須影村・岩瀬村・川俣村・井泉村・手子林村が合併して羽生市が発足し、郡より離脱[60]。（1町19村）
  - 10月1日 - 騎西町・田ヶ谷村・種足村・鴻茎村が合併し、改めて騎西町が発足[61]。（1町16村）
- 1955年（昭和30年）
  - 1月1日（1町12村）
    - 三田ヶ谷村・村君村が合併して千代田村が発足[62]。
    - 原道村・元和村・東村・豊野村が合併して大利根村が発足[57]。

  - 3月20日 - 高柳村が騎西町に編入[37]。（1町11村）
  - 4月1日 - 利島村・川辺村が合併して北川辺村が発足[49]。（1町10村）
  - 7月20日 - 星宮村が行田市に編入[63]。（1町9村）
  - 9月30日 - 太井村のうち、大字太井が熊谷市、大字棚田・門井が行田市、大字北新宿が北足立郡吹上町（現鴻巣市）に分割編入[64]。（1町8村）
  - 10月1日 - 下忍村が北足立郡吹上町と合併し、改めて北足立郡吹上町（現鴻巣市）が発足し、郡より離脱[65]。（1町7村）
- 1957年（昭和32年）
  - 1月1日 - 大越村が加須市に編入[66]。（1町6村）
  - 3月31日 - 太田村が行田市に編入[67]。（1町5村）
- 1959年（昭和34年）4月1日 - 千代田村が羽生市に編入[68]。（1町4村）
- 1971年（昭和46年）
  - 1月1日 - 大利根村が町制施行して大利根町となる[45]。（2町3村）
  - 4月1日 - 北川辺村が町制施行して北川辺町となる[49]。（3町2村）
- 2001年（平成13年）5月1日 - 川里村が町制施行して川里町となる[69]。（4町1村）
- 2005年（平成17年）10月1日 - 川里町が鴻巣市に編入[70]。（3町1村）
- 2006年（平成18年）1月1日 - 南河原村が行田市に編入[71]。（3町）
- 2010年（平成22年）3月23日 - 大利根町・騎西町・北川辺町が加須市と合併し、改めて加須市が発足[72]。同日北埼玉郡消滅。埼玉県内では1896年の郡の再編以来、初の郡消滅となった。

## 行政
歴代郡長
| 代 | 氏名         | 就任年月日                 | 退任年月日                 | 備考                 |
| -- | ------------ | -------------------------- | -------------------------- | -------------------- |
| 1  | 堀越庭七郎   | 1879年（明治12年）3月17日  | 1880年（明治13年）6月15日  | 掘越とも記す         |
| 2  | 松岡半六     | 1880年（明治13年）6月15日  | 1882年（明治15年）12月16日 |                      |
| 3  | 諸井興久     | 1882年（明治15年）12月16日 | 1883年（明治16年）12月14日 |                      |
| 4  | 小泉寬則     | 1883年（明治16年）12月14日 | 1884年（明治17年）10月30日 |                      |
| 5  | 長谷川敬助   | 1884年（明治17年）10月30日 | 1885年（明治18年）4月8日   |                      |
| 6  | 天野三郎     | 1885年（明治18年）4月8日   | 1889年（明治22年）12月12日 |                      |
| 7  | 坂本與惣次郎 | 1889年（明治22年）12月12日 | 1890年（明治23年）12月27日 |                      |
| 8  | 林有章       | 1890年（明治23年）12月27日 | 1899年（明治32年）4月8日   |                      |
| 9  | 野村定長     | 1899年（明治32年）4月8日   | 1901年（明治34年）1月30日  | 在任中に死去         |
| 10 | 田村省三     | 1901年（明治34年）2月15日  | 1903年（明治36年）1月21日  |                      |
| 11 | 坂本與惣次郎 | 1903年（明治36年）1月21日  | 1904年（明治37年）9月22日  |                      |
| 12 | 市川春太郎   | 1904年（明治37年）9月22日  | 1908年（明治41年）3月27日  |                      |
| 13 | 東鄕重淸     | 1908年（明治41年）3月27日  | 1908年（明治41年）5月31日  |                      |
| 14 | 小木利金太   | 1908年（明治41年）6月11日  | 1915年（大正4年）1月18日   |                      |
| 15 | 鈴木男吏     | 1915年（大正4年）1月18日   | 1917年（大正6年）2月10日   |                      |
| 16 | 秋庭準一郎   | 1917年（大正6年）2月10日   | 1920年（大正9年）7月27日   |                      |
| 17 | 日下伊三郎   | 1920年（大正9年）7月27日   | 1922年（大正11年）4月15日  |                      |
| 18 | 秋葉保雄     | 1922年（大正11年）4月15日  | 1923年（大正12年）8月1日   |                      |
| 19 | 黒澤秀雄     | 1923年（大正12年）8月1日   | 1925年（大正14年）12月     |                      |
| 20 | 阿原謙蔵     | 1925年（大正14年）12月28日 | 1926年（大正15年）6月      | 郡役所廃止により廃官 |

### 変遷表
| 明治22年以前                                                                  | 明治22年4月1日               | 明治22年 - 大正15年          | 昭和元年 - 昭和19年              | 昭和元年 - 昭和19年           | 昭和20年 - 昭和29年                 | 昭和20年 - 昭和29年                | 昭和30年 - 昭和64年                  | 昭和30年 - 昭和64年          | 平成元年 - 現在              | 平成元年 - 現在              | 現在                                 |
| ----------------------------------------------------------------------------- | ---------------------------- | ---------------------------- | -------------------------------- | ----------------------------- | ----------------------------------- | ---------------------------------- | ------------------------------------ | ---------------------------- | ---------------------------- | ---------------------------- | ------------------------------------ |
| 笠原村                                                                        | 笠原村                       | 笠原村                       | 笠原村                           | 笠原村                        | 昭和29年7月1日 北足立郡鴻巣町の一部 | 昭和29年9月30日 市制               | 鴻巣市                               | 鴻巣市                       | 鴻巣市                       | 鴻巣市                       | 鴻巣市                               |
| 郷地村                                                                        | 笠原村                       | 笠原村                       | 笠原村                           | 笠原村                        | 昭和29年7月1日 北足立郡鴻巣町の一部 | 昭和29年9月30日 市制               | 鴻巣市                               | 鴻巣市                       | 鴻巣市                       | 鴻巣市                       | 鴻巣市                               |
| 安養寺村                                                                      | 笠原村                       | 笠原村                       | 笠原村                           | 笠原村                        | 昭和29年7月1日 北足立郡鴻巣町の一部 | 昭和29年9月30日 市制               | 鴻巣市                               | 鴻巣市                       | 鴻巣市                       | 鴻巣市                       | 鴻巣市                               |
| 広田村                                                                        | 広田村                       | 広田村                       | 広田村                           | 広田村                        | 昭和29年3月31日 川里村              | 昭和29年3月31日 川里村             | 川里村                               | 川里村                       | 平成13年5月1日 町制          | 平成17年10月1日 鴻巣市に編入 | 鴻巣市                               |
| 赤城村                                                                        | 広田村                       | 広田村                       | 広田村                           | 広田村                        | 昭和29年3月31日 川里村              | 昭和29年3月31日 川里村             | 川里村                               | 川里村                       | 平成13年5月1日 町制          | 平成17年10月1日 鴻巣市に編入 | 鴻巣市                               |
| 北根村                                                                        | 広田村                       | 広田村                       | 広田村                           | 広田村                        | 昭和29年3月31日 川里村              | 昭和29年3月31日 川里村             | 川里村                               | 川里村                       | 平成13年5月1日 町制          | 平成17年10月1日 鴻巣市に編入 | 鴻巣市                               |
| 屈巣村                                                                        | 屈巣村                       | 屈巣村                       | 屈巣村                           | 屈巣村                        | 昭和29年3月31日 川里村              | 昭和29年3月31日 川里村             | 川里村                               | 川里村                       | 平成13年5月1日 町制          | 平成17年10月1日 鴻巣市に編入 | 鴻巣市                               |
| 関新田                                                                        | 共和村                       | 共和村                       | 共和村                           | 共和村                        | 昭和29年3月31日 川里村              | 昭和29年3月31日 川里村             | 川里村                               | 川里村                       | 平成13年5月1日 町制          | 平成17年10月1日 鴻巣市に編入 | 鴻巣市                               |
| 新井村                                                                        | 共和村                       | 共和村                       | 共和村                           | 共和村                        | 昭和29年3月31日 川里村              | 昭和29年3月31日 川里村             | 川里村                               | 川里村                       | 平成13年5月1日 町制          | 平成17年10月1日 鴻巣市に編入 | 鴻巣市                               |
| 境村                                                                          | 共和村                       | 共和村                       | 共和村                           | 共和村                        | 昭和29年3月31日 川里村              | 昭和29年3月31日 川里村             | 川里村                               | 川里村                       | 平成13年5月1日 町制          | 平成17年10月1日 鴻巣市に編入 | 鴻巣市                               |
| 上会下村                                                                      | 共和村                       | 共和村                       | 共和村                           | 共和村                        | 昭和29年3月31日 川里村              | 昭和29年3月31日 川里村             | 川里村                               | 川里村                       | 平成13年5月1日 町制          | 平成17年10月1日 鴻巣市に編入 | 鴻巣市                               |
| 堤根村                                                                        | 下忍村                       | 下忍村                       | 下忍村                           | 下忍村                        | 下忍村                              | 下忍村                             | 昭和30年10月1日 北足立郡吹上町の一部 | 昭和31年4月1日 行田市に編入  | 行田市                       | 行田市                       | 行田市                               |
| 樋上村                                                                        | 下忍村                       | 下忍村                       | 下忍村                           | 下忍村                        | 下忍村                              | 下忍村                             | 昭和30年10月1日 北足立郡吹上町の一部 | 昭和31年4月1日 行田市に編入  | 行田市                       | 行田市                       | 行田市                               |
| 下忍村                                                                        | 下忍村                       | 下忍村                       | 下忍村                           | 下忍村                        | 下忍村                              | 下忍村                             | 昭和30年10月1日 北足立郡吹上町の一部 | 昭和31年4月1日 行田市に編入  | 行田市                       | 行田市                       | 行田市                               |
| 北足立郡 吹上町                                                               | 下忍村                       | 下忍村                       | 下忍村                           | 下忍村                        | 下忍村                              | 下忍村                             | 昭和30年10月1日 北足立郡吹上町の一部 | 平成17年10月1日 鴻巣市に編入 | 平成17年10月1日 鴻巣市に編入 | 鴻巣市                       |                                      |
| 北足立郡 吹上町                                                               | 下忍村                       | 下忍村                       | 下忍村                           | 下忍村                        | 下忍村                              | 下忍村                             | 昭和30年10月1日 北足立郡吹上町の一部 | 平成17年10月1日 鴻巣市に編入 | 平成17年10月1日 鴻巣市に編入 | 鴻巣市                       | 鎌塚村                               |
| 北足立郡 吹上町                                                               | 下忍村                       | 下忍村                       | 下忍村                           | 下忍村                        | 下忍村                              | 下忍村                             | 昭和30年10月1日 北足立郡吹上町の一部 | 平成17年10月1日 鴻巣市に編入 | 平成17年10月1日 鴻巣市に編入 | 鴻巣市                       | 袋村                                 |
| 北足立郡 吹上町                                                               | 北新宿村                     | 太井村                       | 太井村                           | 太井村                        | 太井村                              | 太井村                             | 太井村                               | 平成17年10月1日 鴻巣市に編入 | 平成17年10月1日 鴻巣市に編入 | 鴻巣市                       | 昭和30年9月30日 北足立郡吹上町に編入 |
| 太井村                                                                        | 昭和30年9月30日 熊谷市に編入 | 昭和30年9月30日 熊谷市に編入 | 太井村                           | 太井村                        | 太井村                              | 太井村                             | 太井村                               | 熊谷市                       | 熊谷市                       | 熊谷市                       |                                      |
| 門井村                                                                        | 昭和30年9月30日 行田市に編入 | 昭和30年9月30日 行田市に編入 | 太井村                           | 太井村                        | 太井村                              | 太井村                             | 太井村                               | 行田市                       | 行田市                       | 行田市                       |                                      |
| 棚田村                                                                        | 昭和30年9月30日 行田市に編入 | 昭和30年9月30日 行田市に編入 | 太井村                           | 太井村                        | 太井村                              | 太井村                             | 太井村                               | 行田市                       | 行田市                       | 行田市                       |                                      |
| 成田町                                                                        | 忍町                         | 忍町                         | 忍町                             | 忍町                          | 昭和24年5月3日 改称市制 行田市      | 昭和24年5月3日 改称市制 行田市     | 行田市                               | 行田市                       | 行田市                       | 行田市                       |                                      |
| 行田町                                                                        | 忍町                         | 忍町                         | 忍町                             | 忍町                          | 昭和24年5月3日 改称市制 行田市      | 昭和24年5月3日 改称市制 行田市     | 行田市                               | 行田市                       | 行田市                       | 行田市                       |                                      |
| 佐間村                                                                        | 忍町                         | 忍町                         | 忍町                             | 忍町                          | 昭和24年5月3日 改称市制 行田市      | 昭和24年5月3日 改称市制 行田市     | 行田市                               | 行田市                       | 行田市                       | 行田市                       |                                      |
| 長野村                                                                        | 長野村                       | 長野村                       | 昭和12年4月1日 忍町に編入        | 昭和12年4月1日 忍町に編入     | 昭和24年5月3日 改称市制 行田市      | 昭和24年5月3日 改称市制 行田市     | 行田市                               | 行田市                       | 行田市                       | 行田市                       |                                      |
| 持田村                                                                        | 持田村                       | 持田村                       | 昭和12年4月1日 忍町に編入        | 昭和12年4月1日 忍町に編入     | 昭和24年5月3日 改称市制 行田市      | 昭和24年5月3日 改称市制 行田市     | 行田市                               | 行田市                       | 行田市                       | 行田市                       |                                      |
| 前谷新田                                                                      | 持田村                       | 持田村                       | 昭和12年4月1日 忍町に編入        | 昭和12年4月1日 忍町に編入     | 昭和24年5月3日 改称市制 行田市      | 昭和24年5月3日 改称市制 行田市     | 行田市                               | 行田市                       | 行田市                       | 行田市                       |                                      |
| 斎条村                                                                        | 星河村                       | 星河村                       | 昭和12年4月1日 忍町に編入        | 昭和12年4月1日 忍町に編入     | 昭和24年5月3日 改称市制 行田市      | 昭和24年5月3日 改称市制 行田市     | 行田市                               | 行田市                       | 行田市                       | 行田市                       |                                      |
| 和田村                                                                        | 星河村                       | 星河村                       | 昭和12年4月1日 忍町に編入        | 昭和12年4月1日 忍町に編入     | 昭和24年5月3日 改称市制 行田市      | 昭和24年5月3日 改称市制 行田市     | 行田市                               | 行田市                       | 行田市                       | 行田市                       |                                      |
| 谷郷村                                                                        | 星河村                       | 星河村                       | 昭和12年4月1日 忍町に編入        | 昭和12年4月1日 忍町に編入     | 昭和24年5月3日 改称市制 行田市      | 昭和24年5月3日 改称市制 行田市     | 行田市                               | 行田市                       | 行田市                       | 行田市                       |                                      |
| 白川戸村                                                                      |                              |                              | 昭和12年4月1日 忍町に編入        | 昭和12年4月1日 忍町に編入     |                                     |                                    | 行田市                               | 行田市                       | 行田市                       | 行田市                       |                                      |
| 荒木村                                                                        | 荒木村                       | 荒木村                       | 荒木村                           | 昭和29年3月31日 行田市に編入  | 昭和29年3月31日 行田市に編入        |                                    | 行田市                               | 行田市                       | 行田市                       | 行田市                       |                                      |
| 荒木村                                                                        | 荒木村                       | 荒木村                       | 荒木村                           | 昭和29年3月31日 行田市に編入  | 昭和29年3月31日 行田市に編入        | 荒木村 小見村                      | 行田市                               | 行田市                       | 行田市                       | 行田市                       |                                      |
| 北河原村 酒巻村                                                               | 北河原村                     | 北河原村                     | 北河原村                         | 北河原村                      | 昭和29年3月31日 行田市に編入        |                                    | 行田市                               | 行田市                       | 行田市                       | 行田市                       |                                      |
| 須加村 下中条村                                                               | 須加村                       | 須加村                       | 須加村                           | 須加村                        | 昭和29年3月31日 行田市に編入        |                                    | 行田市                               | 行田市                       | 行田市                       | 行田市                       |                                      |
| 埼玉村 渡柳村 利田村 野村                                                     | 埼玉村                       | 埼玉村                       | 埼玉村                           | 埼玉村                        | 昭和29年7月1日 行田市に編入         | 昭和29年7月1日 行田市に編入        | 行田市                               | 行田市                       | 行田市                       | 行田市                       |                                      |
| 太田村                                                                        | 太田組合村                   | 明治34年10月15日 太田村      | 太田村                           | 太田村                        | 太田村                              | 太田村                             | 昭和32年3月31日 行田市に編入         | 昭和32年3月31日 行田市に編入 | 行田市                       | 行田市                       |                                      |
| 真名板村                                                                      | 太田組合村                   | 明治34年10月15日 太田村      | 太田村                           | 太田村                        | 太田村                              | 太田村                             | 昭和32年3月31日 行田市に編入         | 昭和32年3月31日 行田市に編入 | 行田市                       | 行田市                       |                                      |
| 藤間村                                                                        | 太田組合村                   | 明治34年10月15日 太田村      | 太田村                           | 太田村                        | 太田村                              | 太田村                             | 昭和32年3月31日 行田市に編入         | 昭和32年3月31日 行田市に編入 | 行田市                       | 行田市                       |                                      |
| 関根村                                                                        | 太田組合村                   | 明治34年10月15日 太田村      | 太田村                           | 太田村                        | 太田村                              | 太田村                             | 昭和32年3月31日 行田市に編入         | 昭和32年3月31日 行田市に編入 | 行田市                       | 行田市                       |                                      |
| 南河原村 犬塚村 馬見塚村 中江袋村                                             | 南河原村                     | 南河原村                     | 南河原村                         | 南河原村                      | 南河原村                            | 南河原村                           | 南河原村                             | 南河原村                     | 平成18年1月1日 行田市に編入  | 平成18年1月1日 行田市に編入  |                                      |
| 上池守村 下池守村 中里村 小敷田村 皿尾村                                      | 星宮村                       | 星宮村                       | 星宮村                           | 星宮村                        | 星宮村                              | 星宮村                             | 昭和30年7月20日 行田市に編入         | （行田市）                   | （行田市）                   | （行田市）                   |                                      |
| 池上村 下川上村                                                               | 星宮村                       | 星宮村                       | 星宮村                           | 星宮村                        | 星宮村                              | 星宮村                             | 昭和30年7月20日 行田市に編入         | 昭和30年10月1日 熊谷市に編入 | 熊谷市                       | 熊谷市                       | 熊谷市                               |
| 上之村 上川上村 箱田村                                                        | 成田村                       | 成田村                       | 昭和2年4月1日 大里郡熊谷町に編入 | 昭和8年4月1日 市制            | 熊谷市                              | 熊谷市                             | 熊谷市                               | 熊谷市                       | 熊谷市                       | 熊谷市                       | 熊谷市                               |
| 上中条村                                                                      | 中条組合村                   | 明治34年8月14日 中条村       | 中条村                           | 中条村                        | 昭和29年4月1日 熊谷市に編入         | 昭和29年4月1日 熊谷市に編入        | 熊谷市                               | 熊谷市                       | 熊谷市                       | 熊谷市                       | 熊谷市                               |
| 今井村                                                                        | 中条組合村                   | 明治34年8月14日 中条村       | 中条村                           | 中条村                        | 昭和29年4月1日 熊谷市に編入         | 昭和29年4月1日 熊谷市に編入        | 熊谷市                               | 熊谷市                       | 熊谷市                       | 熊谷市                       | 熊谷市                               |
| 小曽根村                                                                      | 中条組合村                   | 明治34年8月14日 中条村       | 中条村                           | 中条村                        | 昭和29年4月1日 熊谷市に編入         | 昭和29年4月1日 熊谷市に編入        | 熊谷市                               | 熊谷市                       | 熊谷市                       | 熊谷市                       | 熊谷市                               |
| 大塚村                                                                        | 中条組合村                   | 明治34年8月14日 中条村       | 中条村                           | 中条村                        | 昭和29年4月1日 熊谷市に編入         | 昭和29年4月1日 熊谷市に編入        | 熊谷市                               | 熊谷市                       | 熊谷市                       | 熊谷市                       | 熊谷市                               |
| 羽生町                                                                        | 羽生町                       | 羽生町                       | 羽生町                           | 羽生町                        | 昭和29年9月1日 羽生市               | 昭和29年9月1日 羽生市              | 羽生市                               | 羽生市                       | 羽生市                       | 羽生市                       | 羽生市                               |
| 上羽生村                                                                      | 羽生町                       | 羽生町                       | 羽生町                           | 羽生町                        | 昭和29年9月1日 羽生市               | 昭和29年9月1日 羽生市              | 羽生市                               | 羽生市                       | 羽生市                       | 羽生市                       | 羽生市                               |
| 上新郷 下新郷 下新田                                                          | 新郷村                       | 新郷村                       | 新郷村                           | 新郷村                        | 昭和29年9月1日 羽生市               | 昭和29年9月1日 羽生市              | 羽生市                               | 羽生市                       | 羽生市                       | 羽生市                       | 羽生市                               |
| 本川俣村 上川俣村 稲子村 小須賀村                                             | 川俣村                       | 川俣村                       | 川俣村                           | 川俣村                        | 昭和29年9月1日 羽生市               | 昭和29年9月1日 羽生市              | 羽生市                               | 羽生市                       | 羽生市                       | 羽生市                       | 羽生市                               |
| 須影村 下川崎村 上川崎村 砂山村 加羽ヶ崎村 秀安村 下羽生村                    | 須影村                       | 須影村                       | 須影村                           | 須影村                        | 昭和29年9月1日 羽生市               | 昭和29年9月1日 羽生市              | 羽生市                               | 羽生市                       | 羽生市                       | 羽生市                       | 羽生市                               |
| 中岩瀬村 上岩瀬村 下岩瀬村 桑崎村 小松村                                      | 岩瀬村                       | 岩瀬村                       | 岩瀬村                           | 岩瀬村                        | 昭和29年9月1日 羽生市               | 昭和29年9月1日 羽生市              | 羽生市                               | 羽生市                       | 羽生市                       | 羽生市                       | 羽生市                               |
| 今泉村 発戸村 尾崎村 北袋村 藤井村上組 藤井村下組                             | 井泉村                       | 井泉村                       | 井泉村                           | 井泉村                        | 昭和29年9月1日 羽生市               | 昭和29年9月1日 羽生市              | 羽生市                               | 羽生市                       | 羽生市                       | 羽生市                       | 羽生市                               |
| 下手子林 上手子林 町屋村 神戸村                                               | 手子林村                     | 手子林村                     | 手子林村                         | 手子林村                      | 昭和29年9月1日 羽生市               | 昭和29年9月1日 羽生市              | 羽生市                               | 羽生市                       | 羽生市                       | 羽生市                       | 羽生市                               |
| 中手子林村                                                                    | 中島組合村                   | 明治34年10月25日 中島村      | 昭和18年2月1日 手子林村に編入    | 昭和18年2月1日 手子林村に編入 | 昭和29年9月1日 羽生市               | 昭和29年9月1日 羽生市              | 羽生市                               | 羽生市                       | 羽生市                       | 羽生市                       | 羽生市                               |
| 北萩島村                                                                      | 中島組合村                   | 明治34年10月25日 中島村      | 昭和18年2月1日 手子林村に編入    | 昭和18年2月1日 手子林村に編入 | 昭和29年9月1日 羽生市               | 昭和29年9月1日 羽生市              | 羽生市                               | 羽生市                       | 羽生市                       | 羽生市                       | 羽生市                               |
| 三田ヶ谷村 弥勒村 日野手新田 喜右衛門新田 与兵衛新田                          | 三田ヶ谷村                   | 三田ヶ谷村                   | 三田ヶ谷村                       | 三田ヶ谷村                    | 三田ヶ谷村                          | 三田ヶ谷村                         | 昭和30年1月1日 千代田村              | 昭和34年4月1日 羽生市に編入  | 羽生市                       | 羽生市                       | 羽生市                               |
| 下村君村 上村君村 堤村 名村 常木村                                            | 村君村                       | 村君村                       | 村君村                           | 村君村                        | 村君村                              | 村君村                             | 昭和30年1月1日 千代田村              | 昭和34年4月1日 羽生市に編入  | 羽生市                       | 羽生市                       | 羽生市                               |
| 加須町                                                                        | 加須町                       | 加須町                       | 加須町                           | 加須町                        | 昭和29年5月3日 加須市               | 昭和29年5月3日 加須市              | 加須市                               | 加須市                       | 平成22年3月23日 加須市       | 平成22年3月23日 加須市       | 加須市                               |
| 久下村                                                                        | 加須町                       | 加須町                       | 加須町                           | 加須町                        | 昭和29年5月3日 加須市               | 昭和29年5月3日 加須市              | 加須市                               | 加須市                       | 平成22年3月23日 加須市       | 平成22年3月23日 加須市       | 加須市                               |
| 不動岡村 岡古井村 下谷村                                                      | 不動岡村                     | 不動岡村                     | 昭和3年11月1日 町制              | 昭和3年11月1日 町制           | 昭和29年5月3日 加須市               | 昭和29年5月3日 加須市              | 加須市                               | 加須市                       | 平成22年3月23日 加須市       | 平成22年3月23日 加須市       | 加須市                               |
| 上三ッ俣村 下三ッ俣村 北小浜村 北篠崎村 多門寺村                              | 三俣村                       | 三俣村                       | 三俣村                           | 三俣村                        | 昭和29年5月3日 加須市               | 昭和29年5月3日 加須市              | 加須市                               | 加須市                       | 平成22年3月23日 加須市       | 平成22年3月23日 加須市       | 加須市                               |
| 礼羽村 馬内村                                                                 | 礼羽村                       | 礼羽村                       | 礼羽村                           | 礼羽村                        | 昭和29年5月3日 加須市               | 昭和29年5月3日 加須市              | 加須市                               | 加須市                       | 平成22年3月23日 加須市       | 平成22年3月23日 加須市       | 加須市                               |
| 南大桑村 川口村 花崎村 南篠崎村                                               | 大桑村                       | 大桑村                       | 大桑村                           | 大桑村                        | 昭和29年5月3日 加須市               | 昭和29年5月3日 加須市              | 加須市                               | 加須市                       | 平成22年3月23日 加須市       | 平成22年3月23日 加須市       | 加須市                               |
| 水深村 常泉村 下高柳村 油井ヶ島村 南小浜村 船越村 北辻村 今鉾村 割目村 大室村 | 水深村                       | 水深村                       | 水深村                           | 水深村                        | 昭和29年5月3日 加須市               | 昭和29年5月3日 加須市              | 加須市                               | 加須市                       | 平成22年3月23日 加須市       | 平成22年3月23日 加須市       | 加須市                               |
| 上樋遣川村 下樋遣川村 中樋遣川村 戸川村 町屋新田                              | 樋遣川村                     | 樋遣川村                     | 樋遣川村                         | 樋遣川村                      | 昭和29年5月3日 加須市               | 昭和29年5月3日 加須市              | 加須市                               | 加須市                       | 平成22年3月23日 加須市       | 平成22年3月23日 加須市       | 加須市                               |
| 志多見村 平永村 阿良川村 串作村                                               | 志多見村                     | 志多見村                     | 志多見村                         | 志多見村                      | 昭和29年5月3日 加須市               | 昭和29年5月3日 加須市              | 加須市                               | 加須市                       | 平成22年3月23日 加須市       | 平成22年3月23日 加須市       | 加須市                               |
| 大越村 外野村                                                                 | 大越村                       | 大越村                       | 大越村                           | 大越村                        | 大越村                              | 大越村                             | 昭和32年1月1日 加須市に編入          | 昭和32年1月1日 加須市に編入  | 平成22年3月23日 加須市       | 平成22年3月23日 加須市       | 加須市                               |
| 騎西町                                                                        | 騎西町                       | 騎西町                       | 昭和18年4月1日 騎西町            | 昭和18年4月1日 騎西町         | 昭和21年5月1日 分割 騎西町          | 昭和29年10月1日 騎西町             | 騎西町                               | 騎西町                       | 平成22年3月23日 加須市       | 平成22年3月23日 加須市       | 加須市                               |
| 外川村 下崎村                                                                 | 騎西町                       | 騎西町                       | 昭和18年4月1日 騎西町            | 昭和18年4月1日 騎西町         | 昭和21年5月1日 分割 騎西町          | 昭和29年10月1日 騎西町             | 騎西町                               | 騎西町                       | 平成22年3月23日 加須市       | 平成22年3月23日 加須市       | 加須市                               |
| 内田ヶ谷村 外田ヶ谷村 道地村 戸崎村                                           | 田ヶ谷村                     | 田ヶ谷村                     | 昭和18年4月1日 騎西町            | 昭和18年4月1日 騎西町         | 昭和21年5月1日 分割 田ヶ谷村        | 昭和29年10月1日 騎西町             | 騎西町                               | 騎西町                       | 平成22年3月23日 加須市       | 平成22年3月23日 加須市       | 加須市                               |
| 中種足村 上種足村 下種足村 戸室村 中ノ目村 西ノ谷村                           | 種足村                       | 種足村                       | 昭和18年4月1日 騎西町            | 昭和18年4月1日 騎西町         | 昭和21年5月1日 分割 種足村          | 昭和29年10月1日 騎西町             | 騎西町                               | 騎西町                       | 平成22年3月23日 加須市       | 平成22年3月23日 加須市       | 加須市                               |
| 鴻茎村 芋茎村 牛重村 根古屋村                                                 | 鴻茎村                       | 鴻茎村                       | 昭和18年4月1日 騎西町            | 昭和18年4月1日 騎西町         | 昭和21年5月1日 分割 鴻茎村          | 昭和29年10月1日 騎西町             | 騎西町                               | 騎西町                       | 平成22年3月23日 加須市       | 平成22年3月23日 加須市       | 加須市                               |
| 上高柳村 日出安村 戸崎村 正能村                                               | 高柳村                       | 高柳村                       | 昭和18年4月1日 騎西町            | 昭和18年4月1日 騎西町         | 昭和21年5月1日 分割 高柳村          | 昭和21年5月1日 分割 高柳村         | 昭和30年3月20日 騎西町に編入         | 昭和30年3月20日 騎西町に編入 | 平成22年3月23日 加須市       | 平成22年3月23日 加須市       | 加須市                               |
| 砂原村 道目村 佐波村 細間村 弥兵衛村                                          | 原道村                       | 原道村                       | 原道村                           | 原道村                        | 原道村                              | 原道村                             | 昭和30年1月1日 大利根村              | 昭和46年1月1日 町制          | 平成22年3月23日 加須市       | 平成22年3月23日 加須市       | 加須市                               |
| 北下新井村 琴寄村 北平野村                                                    | 元和村                       | 元和村                       | 元和村                           | 元和村                        | 元和村                              | 元和村                             | 昭和30年1月1日 大利根村              | 昭和46年1月1日 町制          | 平成22年3月23日 加須市       | 平成22年3月23日 加須市       | 加須市                               |
| 中渡村 旗井村 外記新田 新川通村                                               | 東村                         | 東村                         | 東村                             | 東村                          | 東村                                | 東村                               | 昭和30年1月1日 大利根村              | 昭和46年1月1日 町制          | 平成22年3月23日 加須市       | 平成22年3月23日 加須市       | 加須市                               |
| 阿佐間村 間口村 北大桑村 杓子木村 生出村 新井新田 松永新田                    | 豊野村                       | 豊野村                       | 豊野村                           | 豊野村                        | 豊野村                              | 豊野村                             | 昭和30年1月1日 大利根村              | 昭和46年1月1日 町制          | 平成22年3月23日 加須市       | 平成22年3月23日 加須市       | 加須市                               |
| 麦倉村 飯積村 柳生村                                                          | 麦倉村                       | 明治26年5月27日 改称 利島村  | 利島村                           | 利島村                        | 利島村                              | 利島村                             | 昭和30年4月1日 北川辺村              | 昭和46年4月1日 町制          | 平成22年3月23日 加須市       | 平成22年3月23日 加須市       | 加須市                               |
| 小野袋村                                                                      | 麦倉村                       | 明治26年5月27日 改称 利島村  | 利島村                           | 利島村                        | 利島村                              | 利島村                             | 昭和30年4月1日 北川辺村              | 昭和46年4月1日 町制          | 平成22年3月23日 加須市       | 平成22年3月23日 加須市       | 加須市                               |
| 川辺村                                                                        | 川辺村                       | 川辺村                       | 川辺村                           | 川辺村                        | 川辺村                              |                                    | 昭和30年4月1日 北川辺村              | 昭和46年4月1日 町制          | 平成22年3月23日 加須市       | 平成22年3月23日 加須市       | 加須市                               |
| 川辺村                                                                        | 川辺村                       | 川辺村                       | 川辺村                           | 川辺村                        | 川辺村                              | 向古河村 駒場村 本郷村 柏戸村 栄村 | 昭和30年4月1日 北川辺村              | 昭和46年4月1日 町制          | 平成22年3月23日 加須市       | 平成22年3月23日 加須市       | 加須市                               |
| 伊賀袋村 立崎村（一部）                                                       | 茨城県西葛飾郡 新郷村の一部  | 明治29年3月29日 茨城県猿島郡 | 昭和7年7月1日 川辺村に編入       | 昭和7年7月1日 川辺村に編入    | 川辺村                              |                                    | 昭和30年4月1日 北川辺村              | 昭和46年4月1日 町制          | 平成22年3月23日 加須市       | 平成22年3月23日 加須市       | 加須市                               |

## その他
太鼓の達人のナムコオリジナル曲である「きたさいたま2000」では、この郡に所属していた大利根町と騎西町、北川辺町が地名で読み上げられている。